# Oporapa
Oporapa – miasto w Kolumbii, w departamencie Huila.